# Nippon Professional Baseball 2017
La stagione 2017 della Nippon Professional Baseball (NPB) è iniziata il 31 marzo ed è terminata il 4 novembre 2017.
Le Japan Series sono state vinte per l'ottava volta nella loro storia dai Fukuoka SoftBank Hawks, che si sono imposti sugli Yokohama DeNA BayStars per 4 partite a 2.

## Regular season

### Central League
| Squadra                | Partite | Vittorie | Sconfitte | Pareggi | Perc. | GB   |
| ---------------------- | ------- | -------- | --------- | ------- | ----- | ---- |
| Hiroshima Toyo Carp    | 143     | 88       | 51        | 4       | .633  | —    |
| Hanshin Tigers         | 143     | 78       | 61        | 4       | .561  | 10.0 |
| Yokohama DeNA BayStars | 143     | 73       | 65        | 5       | .529  | 14.5 |
| Yomiuri Giants         | 143     | 72       | 68        | 3       | .514  | 16.5 |
| Chunichi Dragons       | 143     | 59       | 79        | 5       | .428  | 28.5 |
| Tokyo Yakult Swallows  | 143     | 45       | 96        | 2       | .319  | 44.0 |

### Pacific League
| Squadra                      | Partite | Vittorie | Sconfitte | Pareggi | Perc. | GB   |
| ---------------------------- | ------- | -------- | --------- | ------- | ----- | ---- |
| Fukuoka SoftBank Hawks       | 143     | 94       | 49        | 0       | .657  | —    |
| Saitama Seibu Lions          | 143     | 79       | 61        | 3       | .564  | 13.5 |
| Tohoku Rakuten Golden Eagles | 143     | 77       | 63        | 3       | .550  | 15.5 |
| Orix Buffaloes               | 143     | 63       | 79        | 1       | .444  | 30.5 |
| Hokkaido Nippon-Ham Fighters | 143     | 60       | 83        | 0       | .420  | 34.0 |
| Chiba Lotte Marines          | 143     | 54       | 87        | 2       | .383  | 39.0 |

|  | 1º della regular season e qualificato alle finali delle Climax Series |
|  | Qualificati alle semifinali delle Climax Series                       |

## Post season
|  | Climax Series - semifinali | Climax Series - semifinali   | Climax Series - semifinali |                              |                        | Climax Series - finali | Climax Series - finali | Climax Series - finali |  |  | Japan Series | Japan Series | Japan Series |  |
|  |                            |                              |                            |                              |                        |                        |                        |                        |  |  |              |              |              |  |
|  |                            |                              |                            |                              |                        | C1                     | Hiroshima Toyo Carp    | 2                      |  |  |              |              |              |  |
|  |                            |                              |                            |                              |                        | C1                     | Hiroshima Toyo Carp    | 2                      |  |  |              |              |              |  |
|  |                            |                              |                            | Yokohama DeNA BayStars       | 4                      |                        |                        |                        |  |  |              |              |              |  |
|  | C2                         | Hanshin Tigers               | 1                          | Yokohama DeNA BayStars       | 4                      |                        |                        |                        |  |  |              |              |              |  |
|  | C2                         | Hanshin Tigers               | 1                          |                              |                        |                        |                        |                        |  |  |              |              |              |  |
|  | C3                         | Yokohama DeNA BayStars       | 2                          |                              |                        |                        |                        |                        |  |  |              |              |              |  |
|  | C3                         | Yokohama DeNA BayStars       | 2                          |                              | Yokohama DeNA BayStars | Yokohama DeNA BayStars | 2                      |                        |  |  |              |              |              |  |
|  |                            |                              |                            |                              |                        |                        |                        |                        |  |  |              |              |              |  |
|  |                            |                              | Fukuoka SoftBank Hawks     | Fukuoka SoftBank Hawks       | 4                      |                        |                        |                        |  |  |              |              |              |  |
|  |                            |                              |                            | Fukuoka SoftBank Hawks       | 4                      |                        |                        |                        |  |  |              |              |              |  |
|  |                            |                              |                            |                              |                        |                        |                        |                        |  |  |              |              |              |  |
|  |                            |                              |                            |                              |                        |                        |                        |                        |  |  |              |              |              |  |
|  |                            | P1                           | Fukuoka SoftBank Hawks     | 4                            |                        |                        |                        |                        |  |  |              |              |              |  |
|  |                            |                              |                            | 4                            |                        |                        |                        |                        |  |  |              |              |              |  |
|  |                            |                              |                            | Tohoku Rakuten Golden Eagles | 2                      |                        |                        |                        |  |  |              |              |              |  |
|  | P2                         | Saitama Seibu Lions          | 1                          | Tohoku Rakuten Golden Eagles | 2                      |                        |                        |                        |  |  |              |              |              |  |
|  | P2                         | Saitama Seibu Lions          | 1                          |                              |                        |                        |                        |                        |  |  |              |              |              |  |
|  | P3                         | Tohoku Rakuten Golden Eagles | 2                          |                              |                        |                        |                        |                        |  |  |              |              |              |  |

## Campioni
| Japan Series 2017 Fukuoka SoftBank Hawks Ottavo titolo |

## Premi
- Miglior giocatore della stagione

|    | Giocatore      | Squadra                |
| -- | -------------- | ---------------------- |
| CL | Yoshihiro Maru | Hiroshima Toyo Carp    |
| PL | Dennis Sarfate | Fukuoka SoftBank Hawks |

- Rookie dell'anno

|    | Giocatore    | Squadra             |
| -- | ------------ | ------------------- |
| CL | Yōta Kyōda   | Chunichi Dragons    |
| PL | Sōsuke Genda | Saitama Seibu Lions |

- Miglior giocatore delle Japan Series

| Giocatore      | Squadra                |
| -------------- | ---------------------- |
| Dennis Sarfate | Fukuoka SoftBank Hawks |